# Alpaida vanzolinii
Alpaida vanzolinii là một loài nhện trong họ Araneidae.
Loài này thuộc chi Alpaida. Alpaida vanzolinii được Herbert Walter Levi miêu tả năm 1988.